# Лідери ескадрених міноносців типу «Торнікрофт»
Лідери ескадрених міноносців типу «Торнікрофт» (англ. Thornycroft type destroyer leader), також відомі як лідери есмінців типу «Шекспір» (англ. Shakespeare type flotilla leader) — клас військових кораблів з 5 лідерів ескадрених міноносців, що випускалися британською суднобудівельною компанією John I. Thornycroft & Company під замовлення Адміралтейства в останні роки Першої світової війни та післявоєнний час. Лідери цього типу входили до складу Королівського військово-морського флоту Великої Британії й активно використовувалися протягом Другої світової війни.
Загальний дизайн лідерів ескадрених міноносців типу «Торнікрофт» став основою для розробок серії ескадрених міноносців інших країн світу в 1920-ти роки.
- Ескадрені міноносці типу «Регеле Фердинанд» — побудовані Італією на замовлення ВМС Румунії;
- Ескадрені міноносці типу «Чуррука» — іспанського виробництва на замовлення ВМС Іспанії та Аргентини;
- Ескадрені міноносці типу «Мендоза» — виробництво британських суднобудівельників для Аргентинських ВМС.

## Лідери ескадрених міноносців типу «Торнікрофт»
| № | Корабель  | Номер вимпелу | На честь       | Закладено      | Спущено         | У строю        | Статус                                                                                  |
| - | --------- | ------------- | -------------- | -------------- | --------------- | -------------- | --------------------------------------------------------------------------------------- |
| 1 | «Шекспір» |               | Вільям Шекспір | 2 жовтня 1916  | 7 липня 1917    | 10 жовтня 1917 | 2 вересня 1936 року проданий на брухт                                                   |
| 2 | «Спенсер» | F90           | Едмунд Спенсер | 9 жовтня 1916  | 22 вересня 1917 | 12 грудня 1917 | 29 вересня 1936 року проданий на брухт                                                  |
| 3 | «Воллес»  | D20           | Вільям Воллес  | 15 серпня 1917 | 26 жовтня 1918  | 14 лютого 1919 | 20 березня 1945 року розібраний на брухт                                                |
| 4 | «Кеппель» | D84           | Огаст Кеппель  | жовтень 1918   | 23 квітня 1920  | 15 квітня 1925 | у липні 1945 року проданий на брухт                                                     |
| 5 | «Брук»    | D83           | Філіп Брук     | жовтень 1918   | 16 вересня 1920 | 20 січня 1925  | 10 листопада 1942 року затоплений вогнем берегових батарей під час операції «Смолоскип» |